# Камбіс І
Ка́мбіс І (давньоперс. Kambujiya I, перс. کمبوجیه, дав.-гр. Καμβύσης) — другий перський цар, син Куруша (Кіра).

## Образ у мистецтві

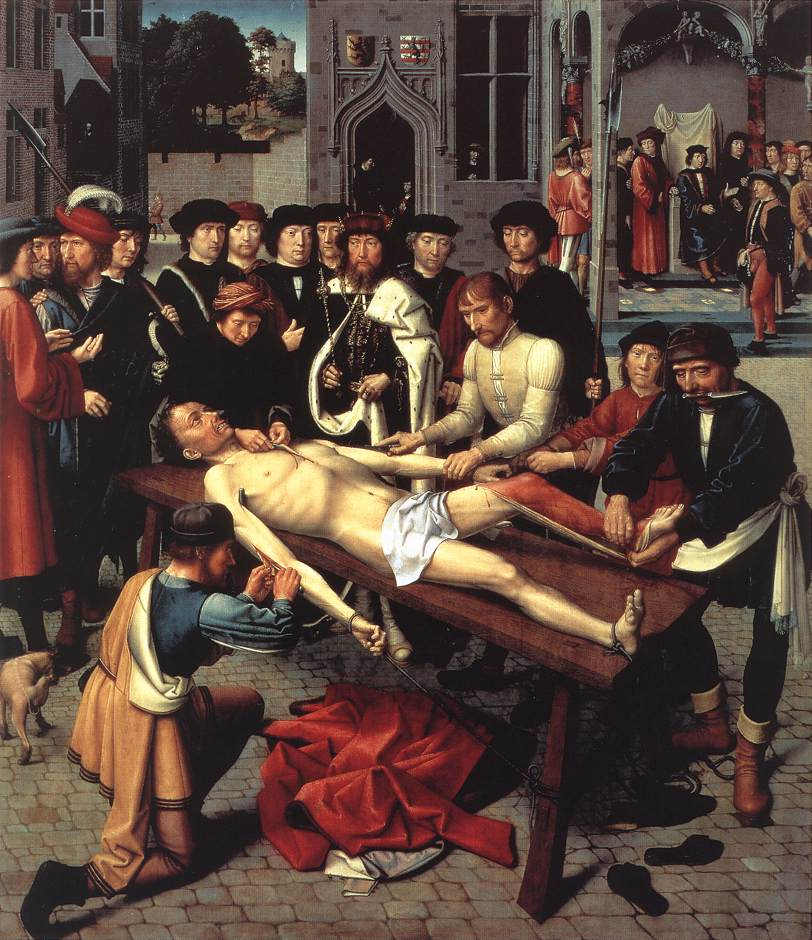
«Здирання шкіри з продажного судді» Герард Давид

Суд Камбіса зобразив нідерландський художник Герард Давид.